# عباس السبع

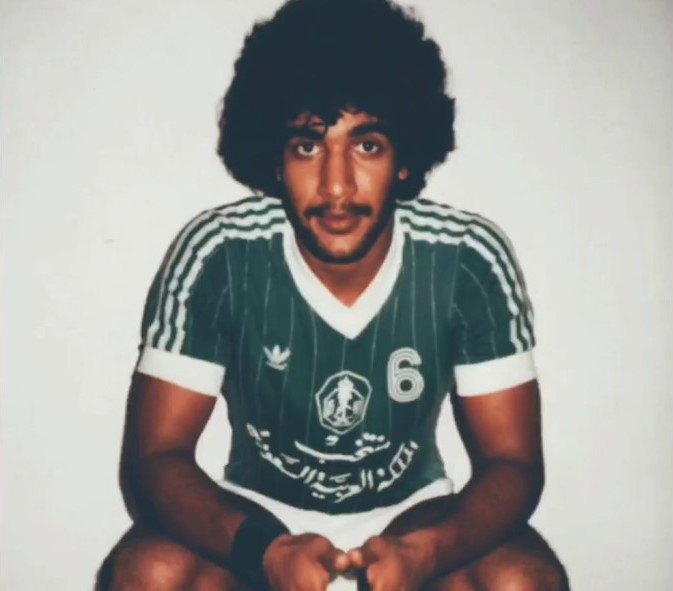

عباس بن عبد الله بن خليفة السبع هو رياضي سعودي من نجوم كرة اليد السعودية. 
ولد في العام هـ في مدينة سيهات التابعة لمحافظة القطيف شرقي المملكة العربية السعودية.

## مشواره الرياضي
بدء في براعم نادي الخليج بسيهات عام 1976-1978تحت اشراف المدرب والكابتن مصطفى رجب وتدرج في الفئات السنية وصولاً للفريق الأول حيث كان مشواره حافلاً بالإنجازات على مستوى النادي وكذلك على مستوى المنتخب الوطني.
الناشئين 1978-1981
الشباب 1979-1985
الفريق الأول 1979-1993
تم أختياره للمنتخب الوطني لفئة الناشئين عام 1982 - 1983
كم تم اختياره للمنتخب الوطني الفريق الأول عام 1983 - 1992

## إنجازاته
شارك الكابتن عباس السبع في عدة إنجازات مع فرق نادي الخليج لكرة اليد بجميع مستوياتها وفيما يلي ستجدون مشاركاته.

## مع النادي كلاعب
- المشاركة على مستوى فئة الناشئين
6 بطولات محلية وبطولة دولية واحدة
| بطولة المنطقة الشرقية        | بطولة المنطقة الشرقية        | بطولة المنطقة الشرقية        | بطولة المنطقة الشرقية        | بطولة المملكة لأبطال المناطق | بطولة المملكة لأبطال المناطق | بطولة المملكة لأبطال المناطق | بطولة المملكة لأبطال المناطق |
| 1398                         | 1399                         | 1400                         | 1401                         | 1398                         | 1399                         | 1400                         | 1401                         |
| المركز الأول في جميع السنوات | المركز الأول في جميع السنوات | المركز الأول في جميع السنوات | المركز الأول في جميع السنوات | ثالث                         | ثاني                         | أول                          | ثاني                         |

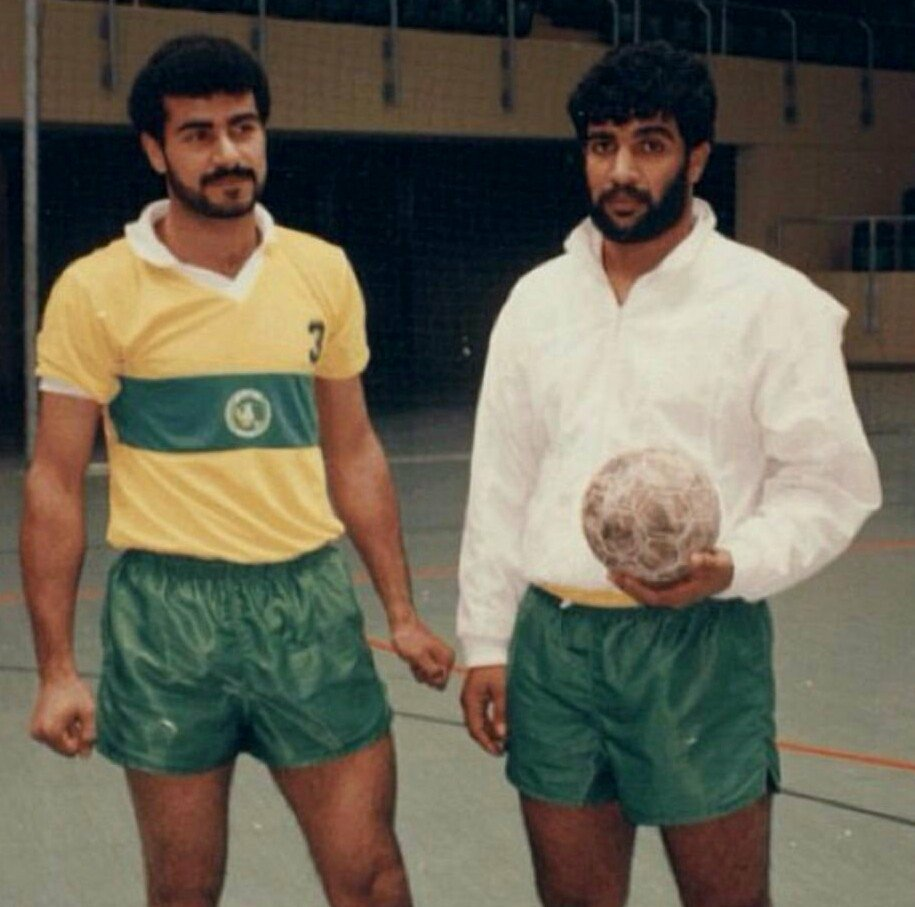

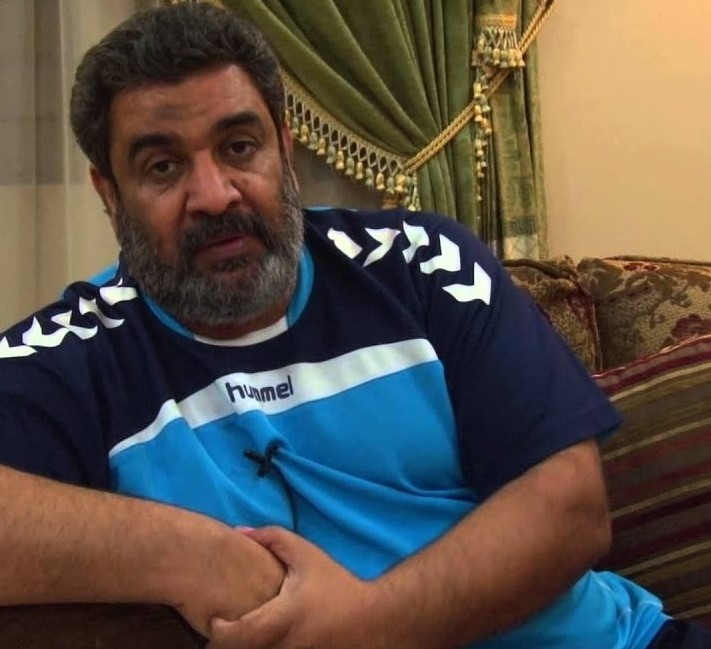
صورة حديثة للكابتن عباس السبع

- المركز السابع من بين 56 دولة في بطولة تيرامو في إيطاليا عام 1400
- المشاركة على مستوى فئة الشباب
10 بطولات محلية وبطولة دولية واحدة
| بطولة المنطقة الشرقية        | بطولة المنطقة الشرقية        | بطولة المنطقة الشرقية        | بطولة المنطقة الشرقية        | بطولة المنطقة الشرقية        | بطولة المملكة لأبطال المناطق | بطولة المملكة لأبطال المناطق | بطولة المملكة لأبطال المناطق | بطولة المملكة لأبطال المناطق | بطولة المملكة لأبطال المناطق |
| 1399                         | 1400                         | 1401                         | 1402                         | 1403                         | 1399                         | 1400                         | 1401                         | 1402                         | 1403                         |
| المركز الأول في جميع السنوات | المركز الأول في جميع السنوات | المركز الأول في جميع السنوات | المركز الأول في جميع السنوات | المركز الأول في جميع السنوات | ثالث                         | ثاني                         | أول                          | ثاني                         | ثاني                         |

- المركز الخامس في بطولة إدوفالا في السويد عام 1401

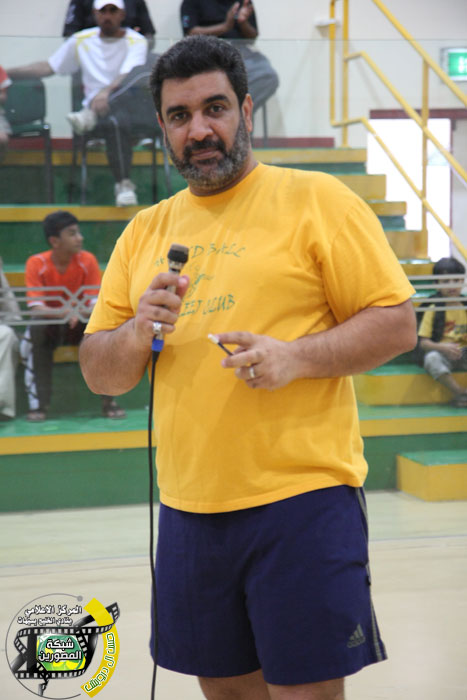
الكابتن عباس السبع في أحد المشاركات في دورة البراعم - تصوير المركزالاعلامي بنادي الخليج

-المشاركة على مستوى الفريق الأول
15 بطولة الدوري الممتاز
14 بطولة كأس الأتحاد
4 بطولات عربية
| بطولة الدوري الممتاز | بطولة الدوري الممتاز | كأس الاتحاد | كأس الاتحاد | البطولة العربية أبطال الدوري | البطولة العربية أبطال الدوري | البطولة العربية أبطال الدوري |
| أول                  | ثاني                 | أول         | ثاني        | الجزائر 83                   | الدمام 84                    | دمشق 85                      |
| 6                    | 6                    | 0           | 6           | ثاني                         | ثاني                         | ثاني                         |

## المشاركات مع المنتخب كلاعب
| العام | المركز | المنتخب | المسابقة                                  |
| 1403  | الأول  | ناشئين  | البطولة العربية الأولى - جدة              |
| 1403  | -      | أول     | البطولة الآسيوية الثالثة - كوريا الجنوبية |
| 1405  | الرابع | أول     | البطولة العربية الخامسة - المغرب          |
| 1406  | -      | أول     | كأس فلسطين - سوريا                        |

## الأنجازات مع فرق نادي الخليج كمدرب
```
بعد اعتزال الكابتن عباس السبع للعب عام 1413 توجه مباشرة لتدريب فرق الفئات السنية في نادي الخليج وتدرج في جميع فئاته محققاً عدة إنجازات والقاب

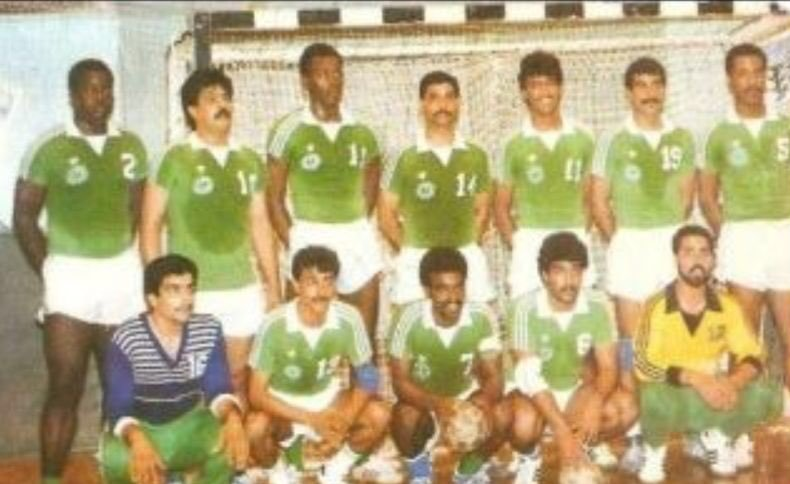

```

## فريق الناشئين
| العام | المركز | المسابقة                     |
| 1412  | ثاني   | بطولة الدوري الممتاز         |
| 1413  | أول    | بطولة المنطقة الشرقية        |
| 1413  | ثالث   | بطولة المملكة لأبطال المناطق |
| 1414  | أول    | بطولة المنطقة الشرقية        |
| 1414  | ثاني   | بطولة المملكة لأبطال المناطق |
| 1415  | أول    | بطولة المنطقة الشرقية        |
| 1415  | ثاني   | بطولة المملكة لأبطال المناطق |
| 1420  | أول    | بطولة المنطقة الشرقية        |
| 1420  | أول    | بطولة المملكة لأبطال المناطق |
| 1424  | ثاني   | بطولة المنطقة الشرقية        |
| 1424  | ثاني   | بطولة المملكة لأبطال المناطق |
| 1428  | ثاني   | بطولة الدوري الممتاز         |

## فريق الشباب
| العام | المركز | المسابقة             |
| 1411  | الرابع | بطولة الدوري الممتاز |
| 1419  | الأول  | بطولة الدوري الممتاز |

## الفريق الأول
| العام | المركز | المسابقة                                     |
| 1414  | أول    | بطولة الدوري الممتاز                         |
| 1414  | أول    | بطولة كأس الاتحاد                            |
| 1414  | الرابع | البطولة العربية للأندية أبطال الدوري - سوريا |
| 1419  | ثاني   | البطولة العربية لأبطال الكؤوس - تونس         |
| 1419  | ثالث   | بطولة الدوري الممتاز                         |
| 1419  | أول    | بطولة كأس الاتحاد                            |